# Lilia Nurutdinova
Lilia Nurutdinova (Unión Soviética, 15 de diciembre de 1963) fue una atleta que representó a la Unión Soviética y al Equipo Unificado, especializada en la prueba de 800 m en la que llegó a ser campeona mundial en 1991 y subcampeona olímpica en 1992.

## Carrera deportiva
En el Mundial de Tokio 1991 ganó la medalla de oro en los 800 metros con un tiempo de 1:57.50 segundos, llegando a meta por delante de la cubana Ana Fidelia Quirós y la rumana Ella Kovacs.
Al año siguiente, en las Olimpiadas de Barcelona 1992 ganó la medalla de oro en los relevos 4x400 metros —quedando por delante de Estados Unidos y Reino Unido— y la de plata en los 800 metros, tras la neerlandesa Ellen van Langen y por delante de la cubana Ana Fidelia Quirós.